# Carl Otto Svensson
Carl Otto Svensson, född 19 juni 1890 i Karseboda i Glimåkra församling, Kristianstads län, död 15 augusti 1977 i Göteborg, var en svensk målare och konservator.

## Biografi
Carl Otto Svensson var son till hemmansägaren Sven Månsson och Hanna Nilsdotter och från 1936 gift med läraren Göta Elisabet Astrid Thureson (1905–1994).
Svensson studerade vid Tekniska skolan 1911–1915 och vid Althins målarskola samt för Filip Månsson i Stockholm. Han fortsatte därefter studierna vid Göteborgs musei rit- och målarskola innan han företog ett flertal studieresor till större delen av Europa.
Bland hans offentliga arbeten märks dekorationsmålningar för Ljungsarps kyrka, Gamlestadens kapell, Naverstads kyrka och Dalums kyrka, dessutom utförde han restaureringsarbeten av äldre kyrkomålningar under femtio år främst i Göteborgs och Skara stift. Profana dekorationsarbeten återfinns i Hajoms bygdegård, hemvärnsgården Hagen i Göteborg, ålderdomshemmet i Lyse och oljemålningar för Centralskolan i Brålanda. Separat ställde han ut på bland annat Galerie Christinæ i Göteborg. Som poet utgav han diktsamlingen Min bilderbok som var prydd med ett egenhändigt utformat omslag.
Makarna Svensson är begravda på Glimåkra gamla kyrkogård.